# ローディアン
| 累代        | 代     | 紀           | 基底年代 Mya |
| ----------- | ------ | ------------ | ------------ |
| 顕生代      | 新生代 | 第四紀       | 2.58         |
| 顕生代      | 新生代 | 新第三紀     | 23.03        |
| 顕生代      | 新生代 | 古第三紀     | 66           |
| 顕生代      | 中生代 | 白亜紀       | 145          |
| 顕生代      | 中生代 | ジュラ紀     | 201.3        |
| 顕生代      | 中生代 | 三畳紀       | 251.902      |
| 顕生代      | 古生代 | ペルム紀     | 298.9        |
| 顕生代      | 古生代 | 石炭紀       | 358.9        |
| 顕生代      | 古生代 | デボン紀     | 419.2        |
| 顕生代      | 古生代 | シルル紀     | 443.8        |
| 顕生代      | 古生代 | オルドビス紀 | 485.4        |
| 顕生代      | 古生代 | カンブリア紀 | 541          |
| 原生代      | 原生代 | 原生代       | 2500         |
| 太古代      | 太古代 | 太古代       | 4000         |
| 冥王代      | 冥王代 | 冥王代       | 4600         |
| 1. 2. 3. 4. |        |              |              |

ローディアン（英: Roadian）は、国際層序委員会によって定められた地質学用語である、地質時代名の一つ。2億7295万年前（誤差11万年）から2億6880万年前（誤差50万年）にあたる、中期ペルム紀（グアダルピアン世）を三分した前期である。前の期は前期ペルム紀（シスウラリアン世）の最後の期クングーリアン、続く期は中期ペルム紀中期のウォーディアン。模式地はアメリカ合衆国テキサス州に位置する。

## 層序
1961年にアメリカ合衆国南東部で使用された時代区分にはグアダルピアン世の下位分類としてウォーディアンとキャピタニアンがあり、アメリカ合衆国南東部のペルム紀の層序とロシアの層序を対応させる研究の末、ウォーディアン階とロシアのアーティンスキアン階の間にもう1つの階を導入する必要があると結論付けられた。1968年にはローディアン階が確立され、テキサス州ブリュースター郡に分布する下部ウォード累層ロード・キャニオン部層にちなんで命名された。2001年にはローディアン階は国際層序委員会の時代区分に加えられ、国際的に使用されるようになった。

## 生物多様性
陸上脊椎動物が世界規模で姿を消したオルソン絶滅事変が前期グアダルピアン世（ローディアンとウォーディアン）で起こった。

## 日本において
三重県志摩半島に分布する宮成層群からは放散虫 Parafusulina kaerimizensis が産出しており、この種の生息期間が Cancellina 属のようなローディアン - 前期ウォーディアンにかけ生息した他の放散虫と一致することなどから、同層群は前期ペルム紀（シスウラリアン）末から前期ウォーディアンを示すとされている。宮城県気仙沼市岩井崎石灰岩下部からは大型フズリナ Monodiexodina matsubaishi が産出しており、石灰岩下部のユニット3およびユニット4はローディアンからおそらく前期ウォーディアンとされている。
また、兵庫県篠山地域の藤岡奥セクションは示準化石となるコノドント化石が産出しなかったものの、Pseudoalbaillella simplex や Paraf ollicucullus sakumarensis といった放散虫化石が得られており、山中 (2001) での化石層序と合わせて前期ペルム紀（シスウラリアン世）アッセリアンからキャピタニアンに相当するとされている。